# Al-Asraf Halíl egyiptomi szultán
Al-Asraf Halíl, trónra lépése előtt Szaláh ad-Dín Halíl (1262 – Egyiptom, Gíza, 1293. december 13.) al-Manszúr Kaláún szultán fia, az egyiptomi türk (elterjedt, de pontatlan elnevezéssel bahri) mamlúkok nyolcadik szultánja, egyben az 1382-ig uralkodó kaláúnida dinasztia második tagja volt (uralkodott 1290. november 11-től haláláig). Teljes titulusa al-Malik al-Asraf („a legnemesebb király”). Nevéhez fűződik a Szentföld végleges elhódítása az ott nem egészen két évszázada megtelepült keresztesektől.

## Trónra lépése
Kaláún eredetileg nem Halílt, hanem fivérét, asz-Szálih Alit kívánta trónhoz juttatni, akit már 1280-ban hivatalosan is örököséül jelölt. Ali azonban 1288-ban meghalt, így az állami dokumenetumokon 1285-től megemlített Halíl lépett volna elő trónörökössé, ám Kaláún valamilyen okból nem szívelte fiát, és nem volt hajlandó örökösévé nyilvánítani. (Az erről szóló dokumentumot nem pecsételte le.) Ezzel együtt apja 1289-ben őt hagyta hátra helyetteséül Egyiptomban, míg Tripoli ellene vezetett hadjáratot. Az átlagos mamlúk uralkodóknál jóval műveltebb (tudott például arabul és személyesen is részt vett a kancelláriai munkában) és vallásosabb Halíl az idős szultán halálakor akadálymentesen örökölte a trónt.

## Uralkodása

### Sikeres a külpolitika
Kalávún úgy halt meg, hogy a keresztesek utolsó nagy központja, Akkó elleni támadásra készülődött. Halála után nem indulhatott azonnal hadjárat, de fia 1291-ben megindult, hogy beteljesítse apja küldetését. Májusban érkezett a város falai alá, és június 17-én be is vette azt. Ezután könnyedén, ellenállás nélkül sikerült bevennie Türoszt, Szidónt, Bejrútot és Haifát, illetve a templomosok utolsó két erődjét, Tortosát (Antartúsz) és Aszlíszt. A Szentföld ismét teljes egészében muszlim kézre került, Halíl pedig augusztus 9-én diadalmenetben tért vissza Kairóba. A visszahódított szíriai és palesztinai várakat – Bajbarsz és Kaláún terveinek megfelelően – leromboltatta, nehogy bázisul szolgálhassanak valamiféle új keresztes hadjárat számára. Ezzel együtt tisztában volt a földközi-tengeri kereskedelem jelentőségével, így Velencével és Aragóniával is fenntartotta a jó kapcsolatokat.
1292-ben, előző évi figyelmeztetésének megfelelően, Kis-Örményország ellen indult, és az Eufrátesz felső folyásánál elfoglalta Kalaat ar-Rúmot, az örmény kereszténység pátriárkájának székhelyét. A szultán ismét ünnepelt hősként térhetett haza székvárosába, és a következő évben, amikor ismét az örmények elleni harcra készülve szervezte seregét, II. Hetum örmény király követei siettek három fontos határ menti erőd (Bahaszna, Maraas és Tell Hamdún) átadásával biztosítani a békét.
Halíl távlati terve az volt, hogy visszahódítsa az iszlám számára az ilhánidák által 1258-ban elfoglalt és lerombolt Bagdadot, ahova vissza kívánta helyezni az abbászida kalifákat, azonban terve nem valósulhatott meg. Ugyanakkor a keresztesek kiűzésével és az örmények pacifikálásával, valamint a mezopotámiai határvidék beduinjainak kordában tartásával megnehezítette a szövetséges nélkül maradó mongolok helyzetét. Ebbe a politikába illeszkedhetett, hogy igyekezett kapcsolatba lépni az ilhánidák anatóliai érdekszférájában kialakuló fejedelemségekkel, Aydınnal, Menteşével és Karamánnal.

### Belső ellentétek és bukás
Szép sikerei ellenére Halíl véres bukása egyre közeledett. A szultán ugyanis folytatta apja törekvését a zömmel kipcsak törökökből álló, uralkodói politikára rátelepedő bahrijja visszaszorítására, amit a cserkeszek közül toborzott, toronybéli lakhelyükről burdzsinak nevezett mamlúkok számának folyamatos növelésével igyekezett véghezvinni. A bahri elit számára önmagában is riasztó jelenséget tisztogatás kísérte, aminek többek között a börtönében meghalt Szunkur al-Askar is áldozatául esett; szintén börtönbe került az utóbb damaszkuszi helytartóvá váló, majd a mongol udvarba menekülő Karászunkur al-Manszúri, valamint a kairói trónt megszerző, szintén Damaszkuszban helytartóskodó Ládzsín al-Manszúri.
Kínosan érintette a török elitet – különösen az alkirállyá kinevezett, de háttérbe szorított Bajdara l-Manszúrit – az is, hogy 1291-ben egy szíriai arab kereskedőt, bizonyos Ibn asz-Szalúszt tette meg vezírjévé. A tisztség hosszú idő óta ismét nagy jelentőségre tett szert. A vezír lekezelően, arrogánsan bánt a mamlúkokkal. Bajdarát különösen sértette, hogy le akarták mondatni az alexandriai vámokból származó részesedéséről.
Az elégedetlenség 1293 decemberében csúcsosodott ki a leszámolásban. A szultán Gízába ment vadászatra, és valamilyen oknál fogva dühében kiabált Bajdarával, akit nyilvánosan fejbe is vágott, majd kis csapattal kilovagolt. A szervezkedésben részt vevő, ekkor uralkodói fegyverhordozóként ténykedő Ládzsín al-Manszúri értesítette az elégedetlenkedők élére állt Bajdarát a lehetőségről, így az emberei élén megtámadta és levágta a szultánt. Megkísérelte átvenni a hatalmat, de al-Asraf cserkesz mamlúkjai még aznap meggyilkolták, és kilencéves öccsét, an-Nászir Muhammadot ültették trónra.